# سفساري
السّفساري هو لباس تقليدي نسائي تونسي من الحرير أو القطن أو السندس. وهو يتمثّل بقطعة كبيرة من القماش يمكنها أن تغطّي كامل جسد المرأة.

## تاريخ السفساري
يعرف السفساري لدى التونسيين بانه ارث قرطاجي قديم انتشر في ربوع الامبراطورية القرطاجية ومنها شبه الجزيرة الايبيرية. بينما يرى البعض الآخر ان السّفساري انتقل من الأندلس إلى المغرب العربي مع قدوم اللاجئين من الأندلس. وكلتا الحالتين تشير الى الاصل القرطاجي لهذا الموروث اللباسي حيث كان لقرطاج تأثير بالغ وتواجد واسع في شعوب بلاد ما اصبح يعرف بالأندلس اثناء الحكم الاسلامي. عرف السفساري بانه لباس الحواضر وبرز خاصة منذ بداية القرن السادس عشر في تونس العاصمة والقيروان وقسنطينة وغيرها من مدن إفريقية 

## أنواع من السّفساري
في تونس، توجد أنواع عديدة من السّفساري : إذ تختلف ألوانه وأشكاله حسب المنطقة، ولكنّ الأبيض غير النّقيّ (الكريمي – القشديّ) هو الأكثر شيوعاً. وقد كان هذا اللّباس في الماضي يسمح للمرأة بتغطية نفسها، احتشاماً من الرّجال الأجانب، فهو يقوم هنا مقام الحجاب الإسلامي. ولكنّه أصبح اليوم أقلّ استعمالاً في تونس بسبب تخلّي الأجيال الجديدة عنه، فلم تواظب على استعماله سوى النساء اللاّتي ينتمين إلى جيل سابق.